# Bletia nelsonii
Bletia nelsonii är en orkidéart som beskrevs av Oakes Ames. Bletia nelsonii ingår i släktet Bletia och familjen orkidéer. Inga underarter finns listade i Catalogue of Life.